# SG Empor Brandenburger Tor 1952
Die SG Empor Brandenburger Tor 1952 (offiziell: Sportgemeinschaft Empor Brandenburger Tor 1952 e. V.) ist ein 1952 gegründeter Sportverein aus Berlin. Häufig wird der Vereinsname zu EBT Berlin abgekürzt.

## Geschichte
Der Verein wurde als BSG Empor Brandenburger Tor im Jahr 1952 in Berlin-Friedrichshain gegründet. Trägerbetriebe der damaligen Betriebssportgemeinschaft waren unter anderem die Großhandelsgesellschaft Molkerei, Eier, Fleisch, die Großhandelsgesellschaft Nahrung und Genuss, die Großhandelsgesellschaft Obst, Gemüse, Kartoffeln, das Staatliche Getränkekontor, das Holzkontor Groß-Berlin und der VEB Kohlehandel Berlin. Der Verein erbaute drei Sportstätten in der Pufendorfstraße, der Tilsiter Straße (Richard-Sorge-Straße) und der Niedergallstraße.
Im Jahre 1957 fusionierte der Verein unter Beibehaltung seines Namens mit der BSG Empor Friedrichshain. Die Vorgänger von Empor Friedrichshain waren von 1945 bis 1949 die SG Friedrichshain und von 1949 bis 1951 der VfB Berlin (1950–1952 Teilnehmer der Landesklasse).
Am 1. Januar 1991 wurde aus der BSG die SG Empor Brandenburger Tor 1952 e. V. Zehn Jahre später zählt der Verein 1030 Mitglieder. Heute hat der Verein Abteilungen für Badminton, Basketball, Billard-Karambol, Bohlekegeln, Bowling, Fußball, Handball, Karate, Leichtathletik, Skat, Tischtennis, Turnen/Gymnastik und Volleyball.

## Erfolge
Mitte der 1950er Jahre hatte der Verein mit Ingrid Werner eine überragende Juniorin in der Leichtathletik. Sie wurde 1954 Deutsche Jugendmeisterin im Waldlauf über 800 Meter und stellte im gleichen Jahr einen DDR-Rekord im Speerwurf der weiblichen Jugend A auf. 1955 gewann die 4-mal-100-Meter-Staffel mit DDR-Bestleistung den Meistertitel in der weiblichen Jugend B.
Anfang der 1960er Jahre begannen die Badmintonsportler Erfolge zu sammeln. Gleich bei der 1. DDR-Mannschaftsmeisterschaft 1960 wurden sie Vizemeister. Drei Bronzeplätze folgten von 1961 bis 1963. 1966 und 1967 belegte man erneut den dritten Platz. Eine lange Durststrecke folgte bis 1988, wo man wieder Bronze gewann. In der Zwischenzeit war der Verein trotz fehlender Mannschaftsmedaillen jedoch immer präsent. Die Frauen-Handballmannschaft spielte in der Saison 1975/76 in der DDR-Oberliga, belegte allerdings abgeschlagen mit nur einem Punkt aus 26 Spielen den letzten Platz und stieg direkt wieder ab. Insbesondere in der Nachwuchsarbeit machte EBT auf sich aufmerksam, was drei DDR-Mannschaftstitel bei den Junioren und vier bei den Schülern belegen. Anfang des neuen Jahrtausends erstarkte die Badmintonabteilung neu. Zwei Deutsche Vizemeistertitel 2005 und 2006 sowie zwei dritte Plätze in den darauf folgenden beiden Spielzeiten waren sichtbarer Ausdruck der wiedergefundenen Spielstärke der Hauptstädter. 2009 unterlag man dem 1. BC Bischmisheim im Play-off-Finale mit 3:5 (zu Hause) und 4:4 in Bischmisheim. Im Jahr 2011 konnte sich der EBT Berlin erstmals in der Vereinsgeschichte gegen den 1. BC Beuel den Titel des deutschen Meisters sichern. Dieser Titel konnte 2012 und 2013 verteidigt werden.

## Persönlichkeiten
- Hans Abraham
- Kai Abraham
- Klaus Basdorf
- Lothar Diehr
- Nicole Grether
- Juliane Schenk
- Petra Tobien